# Gianfranco Pacchioni
Gianfranco Pacchioni (Milano, 8 novembre 1954) è un chimico italiano, attivo nel campo della chimica teorica e computazionale.
È membro dell'Accademia Nazionale dei Lincei, dell'Academia Europæa (Londra), della European Academy of Sciences (Liegi), dell'Istituto Lombardo Accademia di Scienze e Lettere (Milano), dell’Istituto Veneto di Scienze, Lettere ed Arti (Venezia) e della fondazione Alexander von Humboldt. Tra i principali riconoscimenti ricevuti ci sono l’Award della Fondazione Alexander von Humboldt nel 2005, la Medaglia Pascal per la Chimica della European Academy of Sciences nel 2016, la Medaglia Pisani della Società Chimica Italiana nel 2017, e la Medaglia Cannizzaro, il più importante riconoscimento della Società Chimica Italiana nel 2024 . Dal 2013 al 2019 è stato prorettore per la Ricerca della Università degli Studi di Milano-Bicocca. Dal 2019 al 2024 è stato Editor-in-Chief del Journal of Physics: Condensed Matter, pubblicato dall'Institute of Physics (IOP).

## Biografia
Dopo la Laurea summa cum laude in Chimica presso l'Università degli Studi di Milano nel 1978, ha conseguito il dottorato di ricerca presso la Freie Universität di Berlino e effettuato soggiorni di lavoro presso la Technische Universität München, il centro di ricerca IBM di Almaden, in California, e il Fritz-Haber-Institut di Berlino. Dal 2000 è professore ordinario di Chimica inorganica presso l'Università degli Studi di Milano-Bicocca. Dal 2003 al 2009 è stato Direttore del Dipartimento di Scienza dei materiali dell'Università Milano Bicocca e del Centro MIB-SOLAR per ricerche sull'energia solare.
Ha fatto parte del Gruppo di Esperti della Valutazione dell'area chimica dell'agenzia nazionale ANVUR ed ha presieduto il Panel "Materials and Synthesis" dell'European Research Council  negli anni 2008-2012. Per il triennio 2011-2013 è stato presidente della Divisione di Chimica Teorica e Computazionale della Società Chimica Italiana (SCI). Dal 2016 al 2021 è stato membro del Consiglio Scientifico del Consiglio Nazionale delle Ricerche. Da Maggio 2019 fa parte del Comitato Editoriale della casa editrice Il Mulino (Bologna).

## Attività di ricerca
Pacchioni è autore di più di 600 pubblicazioni scientifiche su riviste internazionali con più di 47 000 citazioni e un indice H pari a 109. I principali ambiti trattati riguardano la struttura elettronica di ossidi inorganici, catalizzatori eterogenei, e materiali nanostrutturati. Ha fornito contributi significativi alla comprensione della chimica di superfici di ossidi e metalli supportati. È autore di vari libri di divulgazione scientifica.

## Opere
- Quanto è piccolo il mondo. Sorprese e speranze dalle nanotecnologie, Nicola Zanichelli Editore 2008 ISBN 9788808067159

- Nanotecnologie! Una rivoluzione già iniziata Scienza Express Editore 2017 ISBN 9788896973660

- Scienza, quo vadis? Tra passione intellettuale e mercato Il Mulino, 2017 ISBN 9788815270733 (traduzione inglese,  The overproduction of truth : passion, competition, and integrity in modern science, ISBN 9780192560193, OCLC 1048403086. URL consultato il 3 marzo 2019. Oxford University Press)( (traduzione spagnola,  La ciencia en la encrucijada: Entre pasión intelectual y mercado, ISBN 9788413623528. URL consultato il 19 giugno 2021. Alianza Editorial)

- L'ultimo Sapiens. Viaggio al termine della nostra specie, Il Mulino 2019 ISBN 9788815280060
- W la CO2. Possiamo trasformare il piombo in oro?, Il Mulino 2021 ISBN 9788815291134
- Nanomondo. Dai virus ai transistor, Edizioni Dedalo 2021 ISBN 9788822016072
- Materiali fantastici e come crearli. Dal grafene al computer quantistico, le nanotecnologie che ci cambiano la vita, Nicola Zanichelli Editore 2023 ISBN 9788808399649
- Scienza chiara, scienza oscura. Ricerca pura, ricerca militare, Big Tech, Il Mulino 2025, ISBN 8815392114